# جائزة النمسا الكبرى 1987
جائزة النمسا الكبرى 1987 هو سباق فورمولا 1 أقيم بتاريخ 16 أغسطس 1987 في ستيفن سبيلبرغ، شتايرمارك، النمسا. كان العاشر من أصل 16 في بطولة العالم لسباقات الفورمولا واحد موسم 1987. حلّ البريطاني نايجل مانسيل أولا بينما جاء البرازيلي نيلسون بيكيه في المركز الثاني وحصل على المركز الثالث الإيطالي تيو فابي.